# ستارز دانس
ستارز دانس أو النجوم ترقص (بالإنجليزية:  Stars Dance)‏ هو أول ألبوم منفرد للمغنية الأمريكية سيلينا غوميز تم إصداره في 19 يوليو 2013 ، بواسطة هوليوود ريكوردز، بدأت غوميز في التخطيط للالبوم في عام 2012 ، وفي الوقت الذي أعلنت فيه أن فرقتها «سيلينا غوميز آند ذا سينك» ستأخذ فترة راحة غير محددة، واعلنت انها ستواصل عملها كمفردة حتى عام 2013 , غوميز قالت انها تأثرت بفنانين مثل بريتني سبيرز وسكريليكس عندما كانت تعمل على الالبوم، والالبوم يتميز بأغني بنوع «إدموند» إي يعني بنوع «الثروات»
ويضمن الالبوم 14 اغاني : 
( بيراثدي، سلو دوان، بي أي، ا، ات، ستارز دانس، لايك ا شيمبين، كوم أند قيت ات، فوريغت فوريفر، سيف ذَا داي، رايت يور نيم، آندركوفر، لوف ويل ريممبر، نو بَادي ديس ات لايك يو، ميوزك فيلس بيتر ).

## روابط خارجية
- ستارز دانس على موقع ميتاكريتيك (الإنجليزية)
- ستارز دانس على موقع أول موفي (الإنجليزية)